# London Borough of Southwark

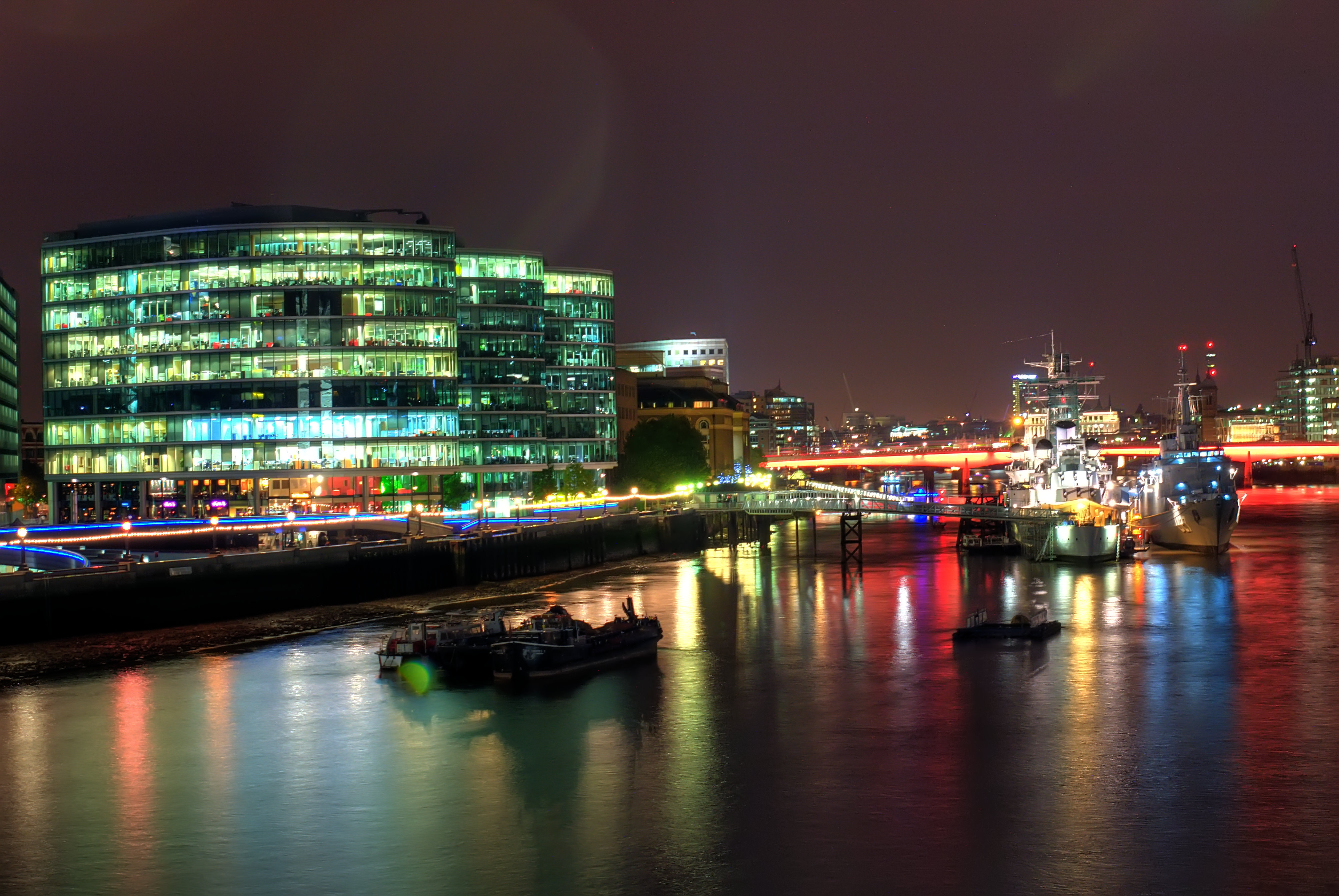
Widok z Tower Bridge

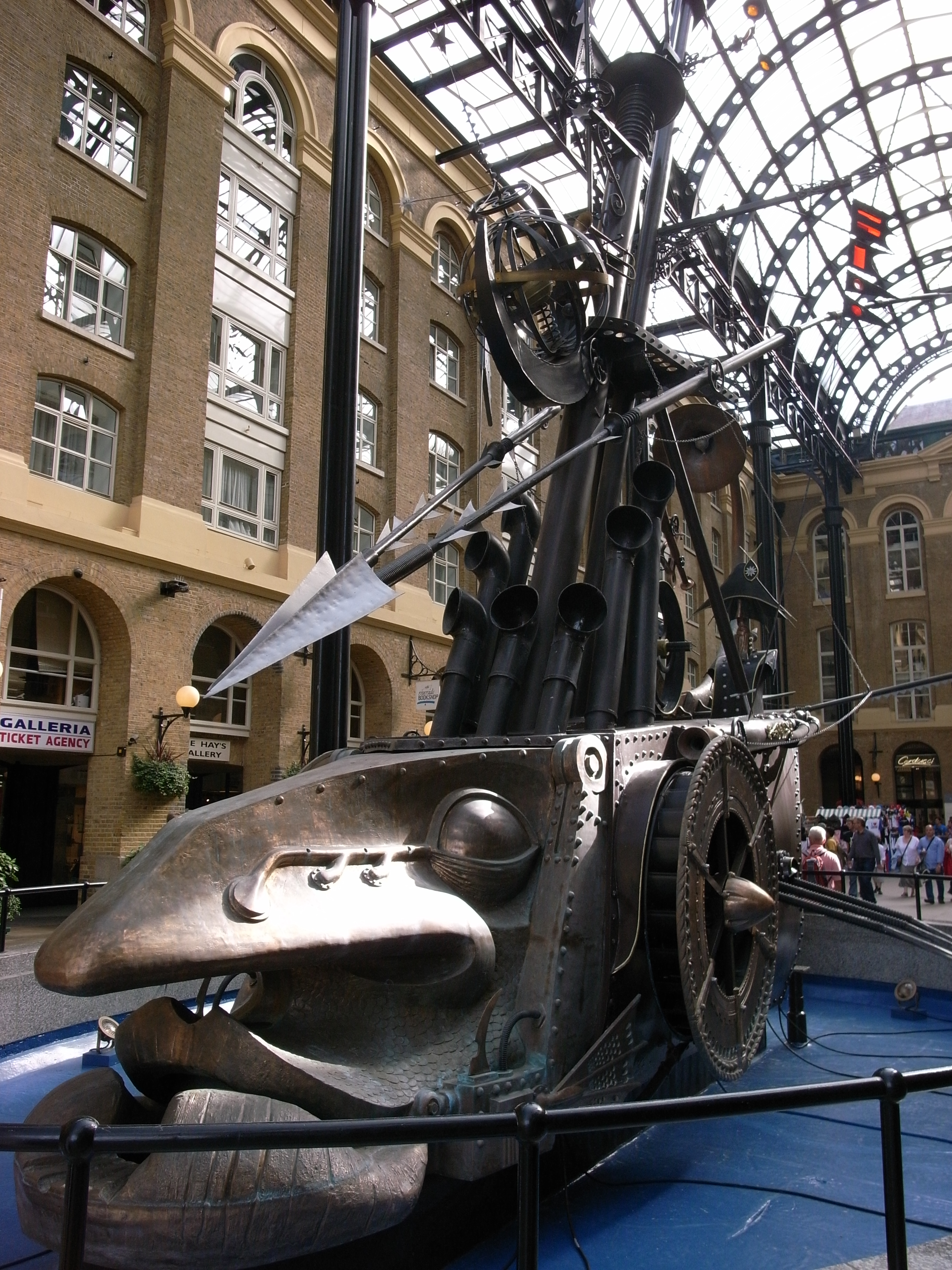
Hay’s Galleria

London Borough of Southwark – jedna z 32 gmin Wielkiego Londynu położona w jego południowo-wschodniej części. Wraz z 11 innymi gminami wchodzi w skład tzw. Londynu Wewnętrznego. Władzę stanowi Rada Gminy Southwark (ang. Southwark London Borough Council).

## Historia
Gminę utworzono w 1965 na podstawie ustawy London Government Act 1963 ze stołecznych gmin Southwark (ang. Metropolitan Borough of Southwark), Camberwell (ang. Metropolitan Borough of Camberwell) i Bermondsey (ang. Metropolitan Borough of Bermondsey), które utworzono w 1900 roku w ramach podziału hrabstwa County of London na 28 gmin.

## Geografia

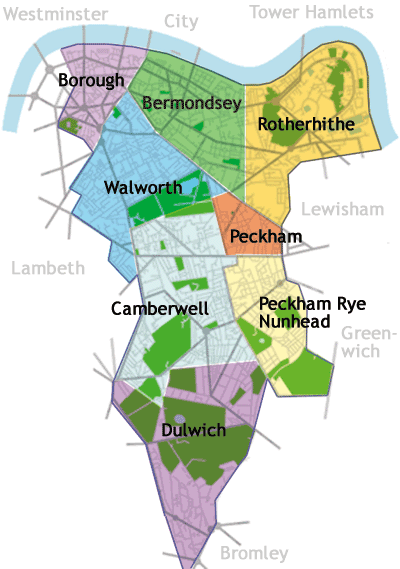
Mapa Southwark

Gmina Southwark ma powierzchnię 28,85 km², graniczy od wschodu z Lewisham, od południa z Bromley i w obrębie jednego skrzyżowania z Croydon, od zachodu z Lambeth, zaś od północy przez Tamizę z City of London i Tower Hamlets.
W skład gminy Southwark wchodzą następujące obszary:
| - Bankside - Bermondsey - Borough (historyczne Southwark) - Camberwell - Crystal Palace – na wschód od stacji Gipsy Hill i na zachód od Crystal Palace Parade i Sydenham Hill - Dulwich - Dulwich Village - East Dulwich - Elephant and Castle - Herne Hill – na wschód od stacji Herne Hill | - Honor Oak – tylko zachodnia część - Newington - Nunhead - Peckham - Peckham Rye - Rotherhithe - Southwark - Surrey Quays - Walworth - West Dulwich na wschód od South Croxted Road |

Gmina dzieli się na 21 okręgów wyborczych które nie pokrywają się dokładnie z podziałem na obszary, zaś mieszczą się w 3 rejonach tzw. borough constituencies – Bermondsey and Old Southwark, Camberwell and Peckham i Dulwich and West Norwood.
| - Brunswick Park (Camberwell and Peckham) - Camberwell Green (Camberwell and Peckham) - Cathedrals (Bermondsey and Old Southwark) - Chaucer (Bermondsey and Old Southwark) - College (Dulwich and West Norwood) - East Dulwich (Dulwich and West Norwood) - East Walworth (Bermondsey and Old Southwark) - Faraday (Camberwell and Peckham) - Grange (Bermondsey and Old Southwark) - Livesey (Camberwell and Peckham) - Newington (Bermondsey and Old Southwark) | - Nunhead (Camberwell and Peckham) - Peckham (Camberwell and Peckham) - Peckham Rye (Camberwell and Peckham) - Riverside (Bermondsey and Old Southwark) - Rotherhithe (Bermondsey and Old Southwark) - Sourrey Docks (Bermondsey and Old Southwark) - South Bermondsey (Bermondsey and Old Southwark) - South Camberwell (Camberwell and Peckham) - The Lane (Camberwell and Peckham) - Village (Dulwich and West Norwood) |

## Demografia
W 2011 roku gmina Southwark miała 288 283 mieszkańców.
Podział mieszkańców według grup etnicznych na podstawie spisu powszechnego z 2011 roku:
| - Biali Brytyjczycy: 114 534 (39,7%) - Biali Irlandczycy: 6 222 (2,2%) - Podróżnicy irlandzcy: 263 (0,1%) - Pozostali biali: 35 330 (12,3%) - Mieszani Karaibowie: 5 677 (2,0%) - Mieszani Afrykanie: 3 687 (1,3%) - Mieszani Azjaci: 3 003 (1,0%) - Pozostali mieszani: 5 411 (1,9%) - Hindusi: 5 819 (2,0%) | - Pakistańczycy: 1 623 (0,6%) - Banglijczycy: 3 912 (1,4%) - Chińczycy: 8 074 (2,8%) - Pozostali Azjaci: 7 764 (2,7%) - Czarni Afrykanie: 47 413 (16,4%) - Czarni Karaibowie: 17 974 (6,2%) - Pozostali czarni: 12 124 (4,2%) - Arabowie: 2 440 (0,8%) - Pozostałe grupy etniczne: 7 013 (2,4%) |

Podział mieszkańców według wyznania na podstawie spisu powszechnego z 2011 roku:
- Chrześcijaństwo – 52,5%
- Islam – 8,5%
- Hinduizm – 1,3%
- Judaizm – 0,3%
- Buddyzm – 1,3%
- Sikhizm – 0,2%
- Pozostałe religie – 0,5%
- Bez religii – 26,7%
- Nie podana religia – 8,5%

Podział mieszkańców według miejsca urodzenia na podstawie spisu powszechnego z 2011 roku:
| - Wielka Brytania (176 616 – 60,57%) - Nigeria (13 588 – 4,71%) - Jamajka (5 627 – 1,95%) - Irlandia (4 896 – 1,70%) - Ghana (4 808 – 1,67%) - Polska (3 470 – 1,20%) - Francja (3 178 – 1,10%) - Chiny (3 045 – 1,06%) - Włochy (2 998 – 1,04%) - Indie (2 744 – 0,95%) - Australia (2 534 – 0,88%) - Stany Zjednoczone (2 510 – 0,87%) - Niemcy (2 361 – 0,82%) - Południowa Afryka (2 058 – 0,71%) | - Bangladesz (1 936 – 0,67%) - Hiszpania (1 902 – 0,66%) - Portugalia (1 772 – 0,61%) - Somalia (1 607 – 0,56%) - Filipiny (1 427 – 0,49%) - Turcja (1 123 – 0,39%) - Litwa (860 – 0,30%) - Pakistan (864 – 0,30%) - Kenia (710 – 0,25%) - Zimbabwe (733 – 0,25%) - Rumunia (702 – 0,24%) - Iran (567 – 0,20%) - Sri Lanka (428 – 0,15%) - pozostali (45 219 – 15,69%) |

## Sport
W dzielnicy Southwark mają siedzibę kluby piłkarskie:
- Millwall F.C. – założony w 1885[11], w latach 1988–1990 występował w Division One[12]
- Dulwich Hamlet F.C. – założony w 1893[13], przez całą swoją historię rywalizujący na szczeblu amatorskim, a w latach 2018–2023 występujący w National League South[14]

## Transport

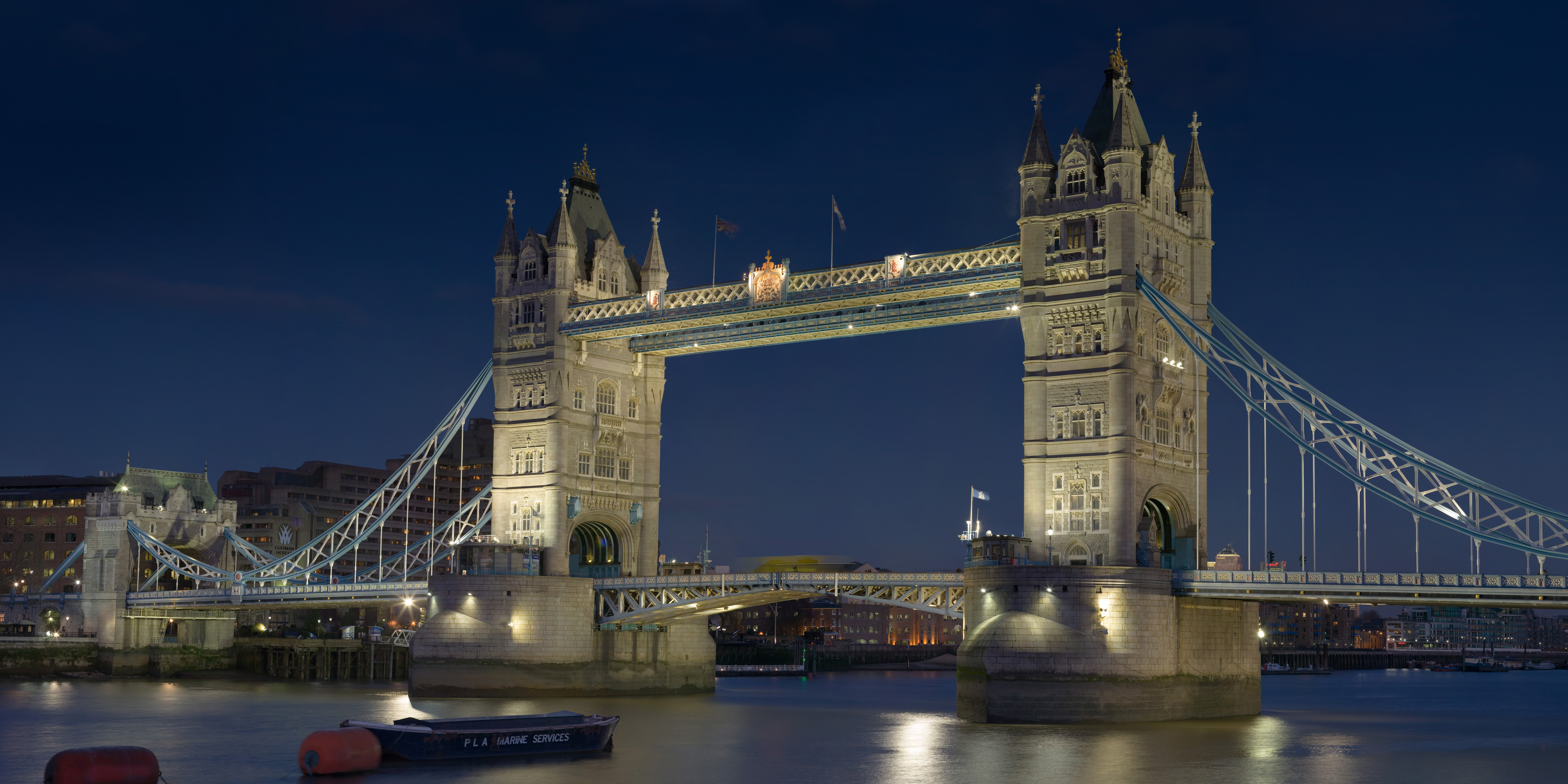
Tower Bridge

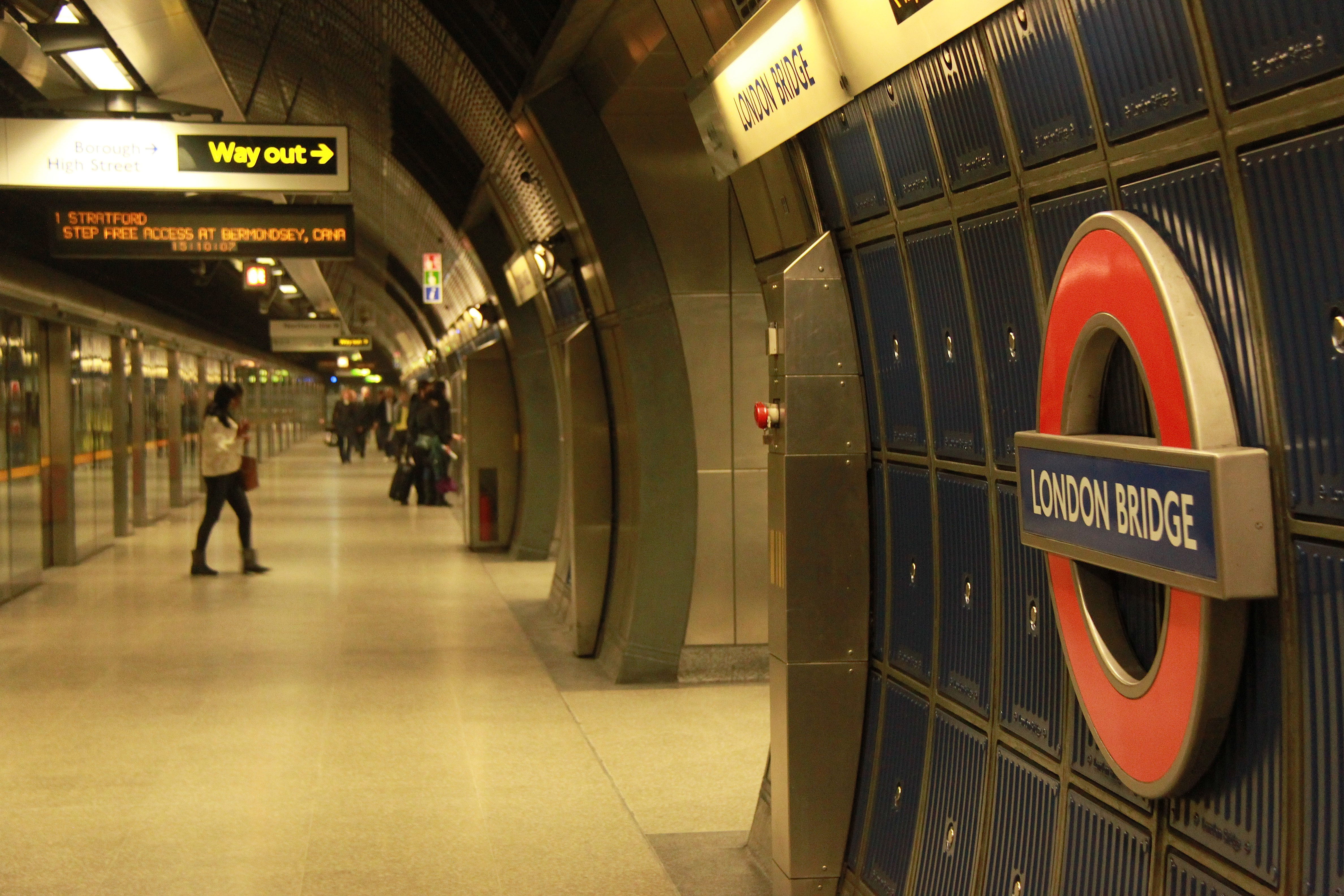
stacja metra London Bridge

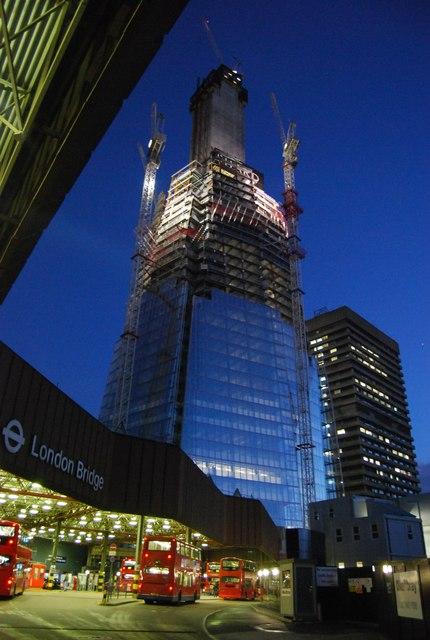
stacja London Bridge – w tle Shard London Bridge

Przez dzielnicę Southwark przebiegają trzy linie metra: Bakerloo Line, Jubilee Line i Northern Line.
Stacje metra:
- Bermondsey – Jubilee Line
- Borough – Jubilee Line
- Canada Water – Jubilee Line
- Elephant&Castle – Bakerloo Line
- Kennington – Northern Line (na granicy z Lambeth)
- London Bridge – Jubilee Line i Northern Line

Pasażerskie połączenia kolejowe na terenie Southwark obsługują przewoźnicy Southern, Southeastern, London Overground oraz First Capital Connect.
Stacje kolejowe:
- Denmark Hill
- East Dulwich
- Elephant & Castle
- Gipsy Hill
- Honor Oak Park (na granicy z Lewisham)
- London Bridge
- North Dulwich
- Nunhead
- Peckham Rye
- Queens Road Peckham
- South Bermondsey
- Sydenham Hill
- West Dulwich

Stacje London Overground:
- Canada Water
- Rotherhithe
- Surrey Quays

Mosty i tunele:
- Blackfriars Bridge
- London Bridge
- Millennium Bridge
- Southwark Bridge
- Tower Bridge
- Rotherhithe Tunnel

Tramwaje wodne – Thames Clippers
Przystanie:
- Bankside Pier
- Greenland Pier
- Hilton Docklands Nelson Dock Pier
- London Bridge City Pier

## Miejsca i muzea
- Tower Bridge
- Millennium Bridge
- City Hall
- Shakespeare’s Globe
- Tate Modern
- Shard London Bridge
- Imperial War Museum
- HMS Belfast
- Golden Hind
- Dulwich Picture Gallery[16]
- London Fire Brigade Museum[17]
- The Clink Prison Museum[18]
- Old Operating Theatre Museum[19]
- Fashion & Textile Museum[20]
- Rotherhithe Heritage Museum[21]
- Brunel Museum[22]
- Unicorn Theatre For Children[23]

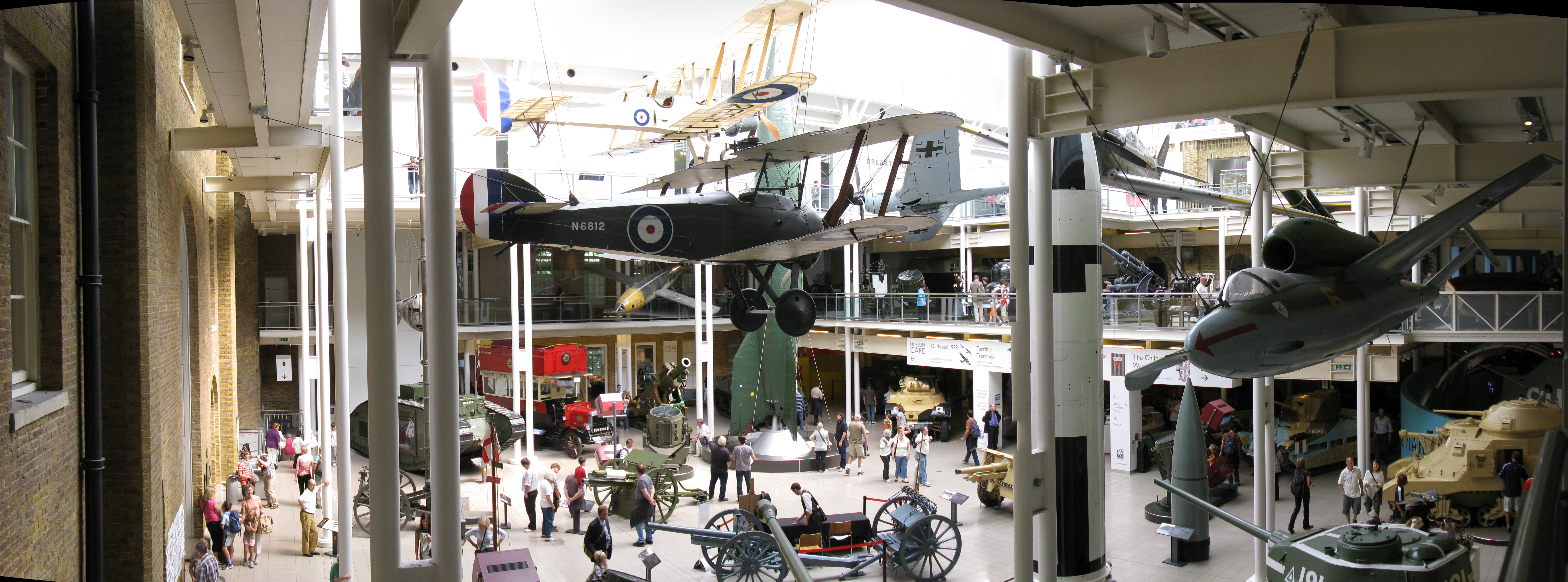
Panorama Imperial War Museum

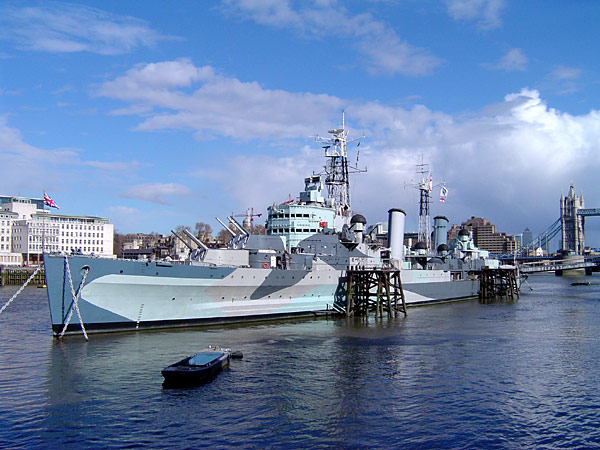
HMS Belfast

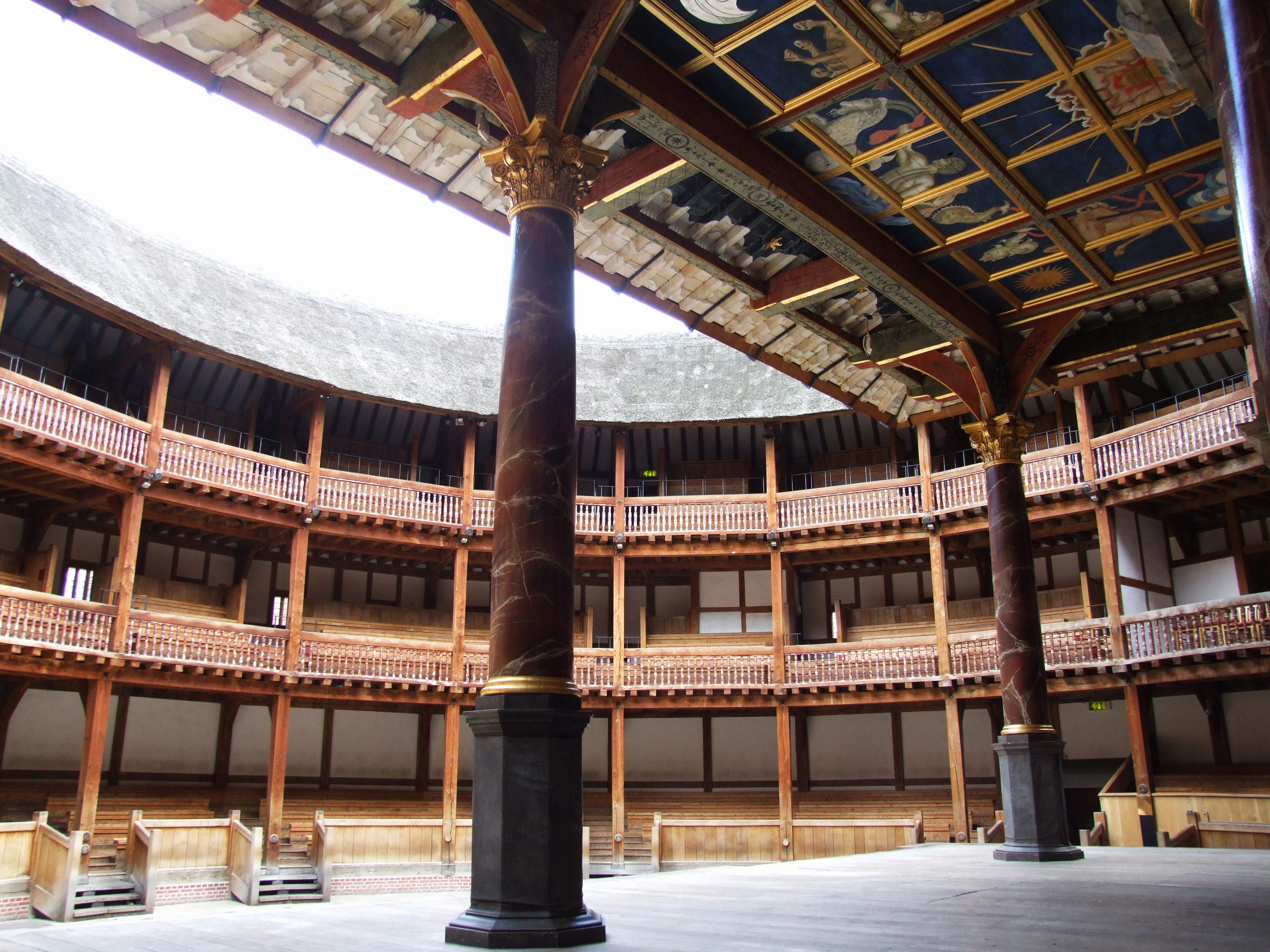
Shakespeare’s Globe

- National Youth Theatre Of Great Britain[24]
- Blue Elephant Theatre[25]
- South London Gallery[26]
- Bankside Gallery[27]
- Purdy Hicks Gallery[28]
- London Glassblowing Studio and Gallery[29]
- Hay’s Galleria
- założony w 1894 roku Dulwich and Sydenham Hill Golf Club[30]
- Herne Hill Velodrome[31]

## Edukacja
W dzielnicy Southwark znajdują się:

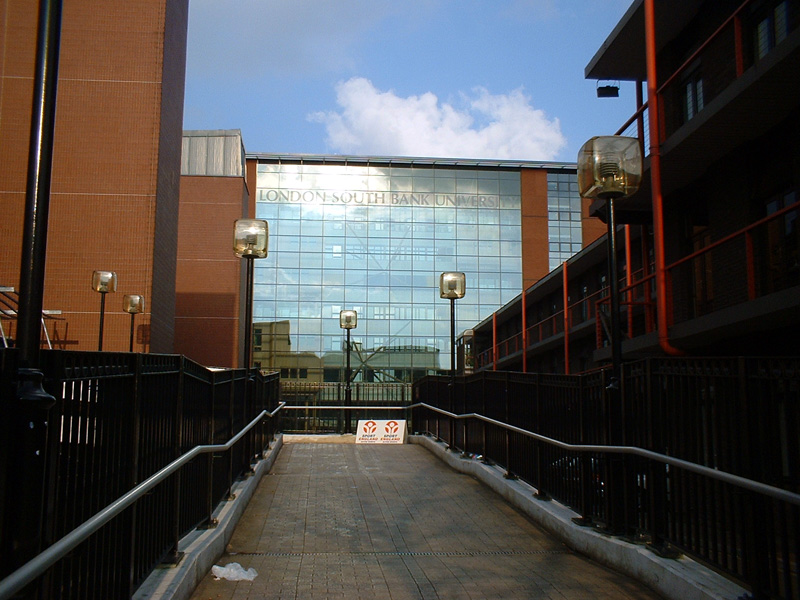
London South Bank University

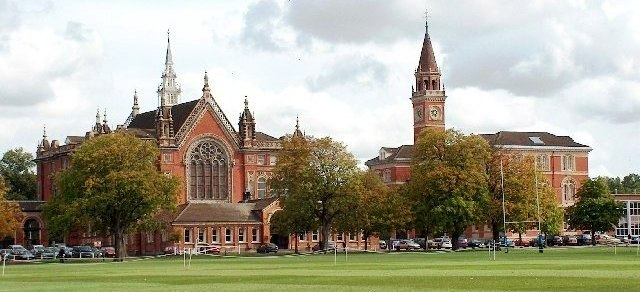
Dulwich College

- London South Bank University (LSBU) w Elephant and Castle na którym obecnie kształci się około 25000 studentów[32]
- dwa wydziały University of the Arts London[33]: The London College of Communication w Elephant and Castle a Camberwell College of Arts na Peckham Road
- wchodzące w skład jednego z najwyżej ocenianych uniwersytetów na świecie King’s College:
  - Randall Division of Cell & Molecular Biophysics[34]
  - Institute Of Psychiatry[35]
  - School of Medicine przy największym uniwersyteckim szpitalu w Europie Guy’s Hospital[36]
  - Dental Institute przy Guy’s Hospital[37]
- British Universities & Colleges Sport (BUCS)[38]
- City of London Academy (Southwark)[39]
- Southwark College[40]
- Kaplan Law School[41]
- London School of Commerce[42]
- London Bridge Business Academy[43]
- London Community College[44]
- Harris Academy at Peckham[45]
- St Saviour’s and St Olave’s Church of England School[46]
- Walworth Academy[47]
- Dulwich College[48]
- Alleyn’s School[49]

## Znane osoby
W Southwark urodzili się m.in.
- Michael Caine – aktor
- Charlie Chaplin – aktor i reżyser
- Boris Karloff – aktor
- Tim Roth – aktor i reżyser
- John Harvard – pastor
- Robert Browning – poeta i dramatopisarz
- Michael Faraday – fizyk i chemik
- Anthony James Leggett – fizyk
- Rio Ferdinand – piłkarz